# Estação de Cantley
A Estação de Cantley  é a estação ferroviária que serve a vila de com o mesmo nome, no condado de Norfolk, Inglaterra.
| operavam       | Localização | trens                                       | Freqüência  |
| -------------- | --- | ------------------------------------------- | ----------- |
| Greater Anglia | Norwich – Brundall Gardens – Brundall – Lingwood – Acle – Great Yarmouth – Berney Arms – Buckenham - Reedham – Cantley – Haddiscoe - Somerleyton - Oulton Broad North - Lowestoft - | Class 153, Class 156, Class 170 (raramente) | 1x por hora |